# روجر جونز (ملحن)
روجر جونز (بالإنجليزية: Roger Jones)‏ هو ملحن بريطاني، ولد في 15 مايو 1948 في برمنغهام في المملكة المتحدة.